# 수레바퀴형

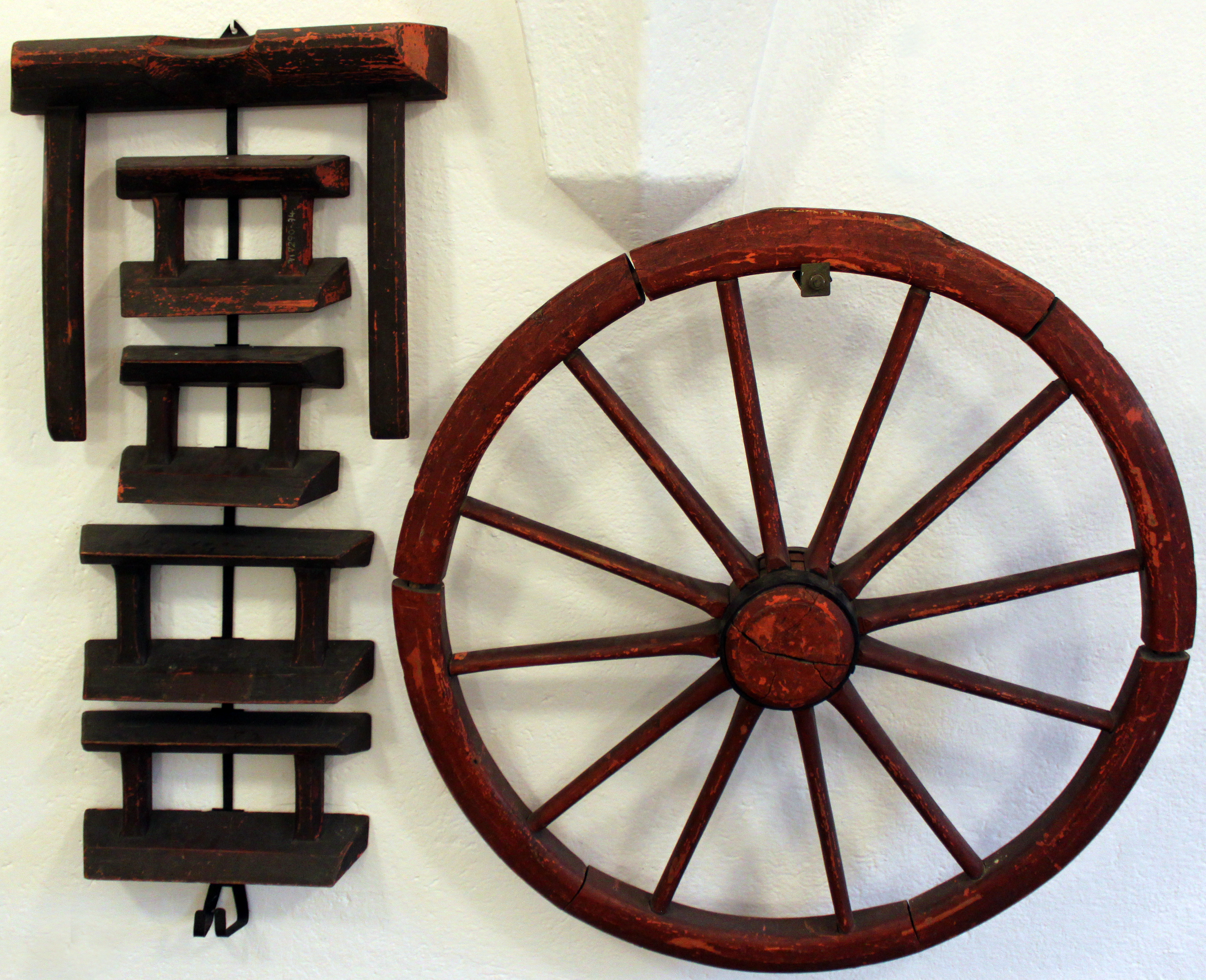

수레바퀴형(breaking wheel), 수레바퀴 사형, 처형 바퀴, 캐서린의 바퀴(Wheel of Catherine)는 고대부터 중세까지 유럽에서 주로 공개 처형에 사용된, 범죄자의 뼈를 부러뜨리거나 때려 죽이는 고문 방법이었다. 이 관행은 1813년 바이에른에서, 1836년 헤세 선거구에서 폐지되었다. 마지막으로 알려진 "바퀴" 처형은 1841년 프로이센에서 일어났다. 신성 로마 제국에서 이는 노상강도와 거리 도둑에 행해지는 "거울 형벌"(mirror punishment)이었다. 그리고 작센슈피겔에서 모살과 방화로 인해 사망자가 발생했다.

## 같이 보기
- 거열
- 고문
- 사형
- 마차텔로